# Valigny
Valigny é uma comuna francesa na região administrativa de Auvérnia-Ródano-Alpes, no departamento Allier. Estende-se por uma área de 21,08 km². Em 2010 a comuna tinha 389 habitantes (densidade: 18,5 hab./km²).